# Polycentropus gertschi
Polycentropus gertschi is een schietmot uit de familie Polycentropodidae. De soort komt voor in het Nearctisch gebied.